# Matsue
Matsue (松江市?, Matsue-shi) è una città giapponese, capoluogo della prefettura di Shimane.
La città è sul lago Nakaumi ed è collegata con la vicina Sakaiminato attraverso quello che è considerato il ponte più pericoloso al mondo, il Ponte Eshima Ohashi.

## Amministrazione

### Gemellaggi
- Hangzhou, Cina
- New Orleans, Stati Uniti
- Dublino, Irlanda
- Yinchuan, Cina
- Jinju, Corea del Sud
- Jilin, Cina
- Cassano delle Murge